# Путешествуй по Украине с Дмитрием Комаровым
«Путешествуй по Украине с Дмитрием Комаровым» (укр. Мандруй Україною з Дмитром Комаровим) — программа о путешествиях на телеканале 1+1. Авторский тревел-проект журналиста, путешественника и телеведущего Дмитрия Комарова.
Премьера состоялась 9 мая 2021 года на русском языке. 5 августа 2022 года 1+1 заявил о повторном выходе проекта Мир наизнанку на телеканале ТЕТ с 15 августа 2022 года на украинском языке. С 24 августа 2022 телеканал ТЕТ начал показ с украинским дубляжом.

## История
Программа была создана в 2021 году к 30-летию Независимости Украины. Главная цель проекта — раскрыть туристический потенциал Украины, показав маршруты, которые сможет повторить каждый. В выпусках ведущий Дмитрий Комаров путешествует по популярным туристическим локациям, показывая их с другой, малоизвестной стороны, и открывает новые направления.
Вышло 2 сезона проекта, каждый из которых насчитывал 6 выпусков. Первый сезон стартовал весной 2021 года; премьера второго состоялась в том же году на телеканале 1+1.
Музыкальное сопровождение написал украинский композитор и музыкальный продюсер «Голоса страны» Руслан Квинта.
Одним из саундтреков стала песня «Шум» украинской группы Go_A, которая была представлена на песенном конкурсе Евровидения 2021.

## Достижения и награды
23 мая 2021 года 3 выпуск первого сезона установил рекорд по доле телепросмотра. Она стала самой большой среди всех украинских тревел-шоу за всю историю.
Осенью 2021 года Дмитрий Комаров получил награду Ukraine Tourism Awards в номинации «Амбасадор #МандруйУкраїною» за вклад в развитие туризма на Украине.
В одном из выпусков экстремал Павел Клец, который был подвешен к корзине специальными креплениями за ноги, совершил прыжок с парашютом из-под корзины воздушного шара.